# الانتخابات البرلمانية في شمال اليمن 1971
أجريت الانتخابات النيابية في الجمهورية العربية اليمنية في فبراير ومارس عام 1971 مع حظر الأحزاب السياسية، خاض جميع المرشحين الانتخابات كمستقلين.
أدى نظام الانتخابات غير المباشرة في المناطق الريفية إلى سيطرة النخب القبلية على البرلمان. ومع ذلك، تم تعليقه في عام 1974 بعد استقالة الرئيس عبد الرحمن الإرياني ورئيس المجلس عبد الله الأحمر.

## النظام الانتخابي
ومن بين 159 عضوًا في البرلمان، تم انتخاب 128 في دوائر فردية و31 معينًا من قبل الرئيس. ومع ذلك، لم تجر الانتخابات السرية إلا في المناطق الحضرية، في حين أجريت انتخابات غير مباشرة في المناطق الريفية.